# Boarmia eremias
Boarmia eremias är en fjärilsart som beskrevs av Edward Meyrick 1892. Boarmia eremias ingår i släktet Boarmia och familjen mätare. Inga underarter finns listade i Catalogue of Life.